# Референдум о членстве Великобритании в Европейском союзе
Референдум о членстве Великобритании в Европейском союзе, известный внутри Великобритании как референдум о ЕС (англ. EU referendum) — консультативный референдум о членстве Великобритании в Европейском союзе (ЕС), который состоялся в Великобритании и Гибралтаре 23 июня 2016 года.
В референдуме смогли принять участие граждане Великобритании, Ирландии и стран Содружества, легально находящиеся на территории королевства, а также британские граждане, живущие за рубежом не более 15 лет. В отличие от всеобщих выборов, в голосовании также участвовали члены палаты лордов, а также граждане Содружества, проживающие в Гибралтаре.
24 июня около 4:30 утра по лондонскому времени победа сторонников ЕС стала матемaтически невозможна. В итоге, по завершении подсчёта всех голосов к 7:30 утра по местному времени 51,89 % граждан Великобритании проголосовали за выход из Евросоюза, 48,11 % — высказались против. Таким образом, на референдуме победили сторонники выхода Великобритании из Европейского союза. После опубликования результатов референдума, несмотря на его консультативный, а не конституционный характер, премьер-министр Дэвид Кэмерон (изначально выступавший против выхода страны из ЕС) сделал соответствующее заявление об уходе в отставку.

## Вопрос референдума
Изначально в Акте о референдуме по вопросу Европейского союза, внесённом в парламент Великобритании, предполагался вопрос: «Нужно ли Соединённому Королевству оставаться членом Европейского союза?» (англ. «Should the United Kingdom remain a member of the European Union?). Возможные ответы: «Да» (англ. Yes) и «Нет» (англ. No). Впоследствии избирательная комиссия предложила другую формулировку, которая была принята правительством в сентябре 2015 года до третьего чтения акта в парламенте.

Нужно ли Соединённому Королевству остаться членом Европейского союза или покинуть Европейский союз?
Оригинальный текст (англ.)
Should the United Kingdom remain a member of the European Union or leave the European Union?
Оригинальный текст (валл.)
A ddylai’r Deyrnas Unedig aros yn aelod o’r Undeb Ewropeaidd neu adael yr Undeb Ewropeaidd?
И возможные ответы:

Остаться членом Европейского союза 

Покинуть Европейский союз
Оригинальный текст (англ.)
Remain a member of the European Union 

Leave the European Union
Оригинальный текст (валл.)
Aros yn aelod o’r Undeb Ewropeaidd 

Gadael yr Undeb Ewropeaidd

## Предыстория

Русский вариант образца бюллетеня для голосования

Членство в Европейском союзе было спорным вопросом в Великобритании с момента присоединения страны к тогдашнему Европейскому экономическому сообществу (ЕЭС) в 1973 году. 5 июня 1975 года в Великобритании был проведён референдум о членстве этой страны в ЕЭС, в бюллетенях для голосования был единственный вопрос: «Как вы думаете, должна ли Великобритания оставаться в Европейском сообществе (Общем рынке)?» (англ. Do you think that the United Kingdom should stay in the European Community (the Common Market)?). Участвовало 64,5 % электората, из них выбрали вариант «да» 67,2 %.
В январе 2013 года Дэвид Кэмерон пообещал, что, если консерваторы победят на парламентских выборах 2015, правительство Великобритании проведёт переговоры о более выгодных условиях продолжения британского членства в ЕС, а затем проведёт референдум о членстве Великобритании в ЕС, причём позиция правительства по вопросу членства будет зависеть от результата переговоров с ЕС. После победы на выборах в мае 2015 года Дэвид Кэмерон подтвердил решение о проведении переговоров и впоследствии референдума. Вопрос о референдуме был включён в речь королевы на церемонии открытия нового состава парламента 27 мая 2015 года. 28 мая 2015 года предложение о проведении референдума было внесено в Палату общин.
Что касается позиции других партий по вопросу проведения референдума, «Лейбористская партия Великобритании» под руководством Эда Милибэнда (2010—2015) выступала против проведения референдума до тех пор, пока не произойдёт передача новых полномочий от Великобритании к ЕС. «Либеральные демократы» требовали провести референдум исключительно в случае принятия новых изменений в договоры ЕС. «Партия независимости Великобритании», «Британская национальная партия», «Зелёная партия Англии и Уэльса», «Демократическая юнионистская партия» и партия «Respect» поддержали принцип проведения референдума.

### Переговоры об изменении статуса Великобритании в ЕС
Сразу после майских выборов 2015 года премьер-министр Великобритании объявил о начале переговоров с ЕС о пересмотре правил членства Великобритании в Европейском союзе. Начало кампании переговоров было положено на саммите Восточного партнёрства в Риге 22 мая 2015 года. 26 мая 2015 года Дэвид Кэмерон провёл встречу с председателем Европейской комиссии Жан-Клодом Юнкером, на которой обсуждались изменения миграционного законодательства и отказ от дальнейшего политического сближения Великобритании и ЕС как требования Великобритании для сохранения её членства. 26 июня 2015 года на заседании Европейского совета Дэвид Кемерон впервые изложил свой план реформ на уровне официального органа ЕС, выступив перед всеми 27 руководителями стран-членов ЕС. Это ознаменовало начало официальных переговоров по требованиям Великобритании. В ноябре 2015 года правительство Великобритании в открытом письме, направленном председателю Европейского совета Дональду Туску, изложило основные цели, которые оно хочет достичь по результатам переговоров.
Эти цели включали четыре блока:
1. защита стран, не входящих в зону евро, от дискриминации на основе различия валюты. Обеспечение единства общего рынка для всех стран ЕС, а не только для стран Еврозоны. Гарантии финансового неучастия стран, не входящих в Еврозону, в деятельности, направленной на поддержку евро.
2. повышение конкурентоспособности ЕС и снижение уровня бюрократии и регулирования бизнеса.
3. отказ от обязательства для Великобритании участвовать в построении всё более тесного политического союза. Уважение суверенитета страны.
4. эмигранты, приезжающие в Великобританию из других стран ЕС, должны проработать в стране не менее 4 лет для получения пособий и социального жилья. Прекращение практики отправления пособия на детей за границу[34][35][36].

17-18 декабря 2015, на заседании Европейского совета, руководители всех государств ЕС обсуждали требования Великобритании. По трём из четырёх вопросов был достигнут прогресс, тогда как согласия по проблеме эмиграции достичь не удалось, так как, по мнению ряда стран ЕС, предложения Великобритании нарушали право на свободу передвижения на едином рынке ЕС.
Переговоры продолжились на заседании Европейского совета 19—20 февраля 2016. 20 февраля руководителям стран ЕС удалось достичь соглашения по требованиям Великобритании. В тот же день Дэвид Кэмерон объявил, что он поддерживает сохранение членства Великобритании в ЕС и что референдум пройдёт 23 июня. В то же время членам правительства Великобритании и другим представителям «Консервативной партии Великобритании» разрешено не согласиться с премьер-министром и примкнуть к кампании, поддерживающей выход из ЕС.
Соглашение, единогласно поддержанное на заседании Европейского совета, является юридически обязывающим, но вступит в силу, только когда Великобритания уведомит Совет о решении остаться членом ЕС. Соглашение гарантирует уважение ко всем членам ЕС, независимо от того, являются они членами Еврозоны или нет. Однако Великобритания не получит права вето на решения, касающиеся евро; страны, желающие углублять интеграцию экономик, смогут делать это, а евро останется валютой союза. В соглашении Европейский союз подтвердил приверженность увеличению конкурентоспособности его экономики и снижению административной нагрузки на бизнес. Соглашение подтверждает, что Великобритания не обязана участвовать в дальнейшей политической интеграции ЕС. Оно также создаёт новый механизм, согласно которому если группа национальных парламентов, представляющая более 55 % голосов, устанавливаемых национальным парламентам по специальному правилу, примет аргументированное возражение против законопроекта, рассматриваемого органами ЕС, то Совет Европейского союза прекратит рассмотрение этого проекта или внесёт поправки, которые должны ответить на возражения национальных парламентов. Соглашение предусматривает создание защитного механизма, который позволит странам-членам ограничивать доступ мигрантов, приехавших из другой страны ЕС, к рабочим пособиям на срок до четырёх лет с начала их трудовой деятельности. Чтобы воспользоваться этим механизмом, страна должна сообщить Еврокомиссии и Совету ЕС о том, что наплыв мигрантов из других стран ЕС угрожает стабильности системы социального обеспечения или рынка труда. На основании решения Еврокомиссии Совет ЕС может разрешить стране-члену применить механизм ограничения пособий для мигрантов. Разрешение Совета ЕС имеет ограниченный срок действия до семи лет и распространяется на мигрантов, прибывших из стран ЕС после получения разрешения государством от Совета ЕС. Соглашение также позволяет странам-членам индексировать пособие на ребёнка, выплачиваемое мигранту из другой страны ЕС, в соответствии с величиной этого пособия в стране, где проживает ребёнок. Это положение не распространяется на другие виды социального обеспечения и не имеет обратной силы.
Акт о референдуме по вопросу Европейского союза был принят Парламентом Великобритании в конце 2015 года. Этот консультативный референдум стал третьим за всю историю Великобритании общенациональным референдумом, который проводился в стране (первый референдум состоялся в 1975 году по вопросу членства в ЕЭС, второй — в 2011 об изменении избирательной системы).

## Оценка предполагавшихся последствий выхода страны из Евросоюза

### Для самой Великобритании
12 февраля 2016 года Парламент Соединённого королевства опубликовал доклад о текущих отношениях с ЕС и о последствиях решения о выходе из ЕС и о сохранении членства в ЕС. ЕС является главным торговым партнером Великобритании. В 2014 году на долю союза приходилось 45 % британского экспорта товаров и услуг (295 млрд евро) и 53 % импорта в Великобританию (370 млрд евро); на страны ЕС приходилась почти половина суммарного объёма прямых иностранных инвестиций в Великобританию — 636 млрд евро, 48 % (для сравнения — из США пришло 24 % прямых иностранных инвестиций и 28 % из других стран).
Последствия выхода из союза будут наиболее ощутимыми в таких областях, как прямые иностранные инвестиции, британский вклад в бюджет ЕС и миграция на британский рынок труда. В докладе отмечается, что принадлежность к единому рынку является одним из важнейших факторов, определяющих уровень прямых иностранных инвестиций. С другой стороны, вне союза Соединённое королевство может установить режим регулирования инвестиций, наиболее благоприятный для иностранных инвесторов.
Что касается взносов в бюджет ЕС, в 2015 году Великобритания внесла в союз 10,9 млрд евро (около 0,5 % ВВП). Великобритания вносит в бюджет намного больше, чем получает из него (то есть является «чистым донором»). При этом некоторые регионы страны, где уровень жизни не дотягивает до среднеевропейского, получают значительную поддержку через структурные фонды ЕС (Европейский фонд регионального развития и Европейский социальный фонд), а сельскому хозяйству Великобритании предоставляются высокие субсидии через механизмы Единой сельскохозяйственной политики (сельское хозяйство является главным получателем финансирования ЕС среди всех других секторов экономики Великобритании).
Что касается миграции и рынка труда, то приводятся следующие цифры. Приблизительно 3 миллиона граждан других стран ЕС проживают в Великобритании и около двух третей из них имеют работу. 1,3 миллиона граждан Великобритании живут в других странах ЕС. Право на получение социальных выплат для людей, перемещающихся между государствами — членами ЕС, тесно связано с принципом свободного передвижения внутри союза. Выход Великобритании из ЕС может иметь значительные последствия как для граждан других стран ЕС, проживающих в Великобритании или желающих переехать в страну, так и для британских эмигрантов в странах ЕС. После выхода из союза Великобритания будет иметь возможность вводить ограничения на доступ иммигрантов ко многим социальным благам. В любом случае статус иммигрантов в Великобритании в случае её выхода из ЕС будет определяться по результатам переговоров между сторонами.
Если Великобритания решит выйти из состава ЕС, ей придётся заключить новый торговый договор с оставшимися в Евросоюзе 27 странами, чтобы британские компании могли продолжать продавать свои товары на европейском рынке, не сталкиваясь с повышенными тарифами и другими ограничениями.
Сторонники выхода считают, что Великобритания сможет договориться о полюбовном разводе, что позволит ей сохранить тесные торговые связи со странами ЕС.
Возможные варианты:
- Норвежский вариант: Великобритания выходит из состава ЕС и присоединяется к Европейской экономической зоне, что обеспечит ей доступ к единому европейскому рынку, за исключением части финансового сектора экономики. Это также освободит Британию от правил ЕС в сферах сельского хозяйства, рыболовства, права и внутренних дел.
- Швейцарский вариант: Великобритания последует примеру Швейцарии, которая не входит ни в ЕС, ни в ЕЭЗ, но входит в Шенген, а также заключает отдельные договоры с Брюсселем по каждому сектору экономики.
- Турецкий вариант: Великобритания может войти в таможенный союз с ЕС, что предоставит её промышленности свободный доступ к европейскому рынку, но финансовый сектор такого доступа не получит.
- Великобритания также может попытаться заключить всеобъемлющую договоренность о свободной торговле с ЕС по швейцарской модели, но с гарантиями доступа финансового сектора экономики к европейскому рынку, а также определённой долей контроля над формулированием и исполнением общих торговых правил.
- Великобритания может полностью разорвать свои отношения с ЕС и полагаться лишь на правила ВТО.

### Для Евросоюза
- Возможна частичная потеря рынков сбыта на территории Великобритании.
- Возможно развитие новой волны сепаратизма против ЕС практически во всех его государствах, но особенно в Греции, Швеции и Финляндии.
- Рост евро по отношению к фунту. Сразу после референдума фунт упал на 7,5 % (от 1,31 € до 1,22 € в течение нескольких часов в ночь с 23 по 24 июня 2016 г.)[источник не указан 3166 дней].
- Частичное или полное выдворение из Англии материковых гастарбайтеров.
- Создание КПП на въезде в тоннель под Ла-Маншем, что сильно увеличит время в пути поезда Париж-Лондон.

## Позиции
Согласно последним опросам общественного мнения, британское общество разделилось пополам по этому вопросу.

### Против выхода из ЕС
Премьер-министр Великобритании Дэвид Кэмерон хочет, чтобы Британия осталась в составе Евросоюза на основании нового статуса страны, о котором договорились лидеры ЕС на заседании Европейского совета 19—20 февраля 2016 года.
Дэвид Кэмерон обещает выступать «от всего сердца и всей душой» за то, чтобы Великобритания осталась в составе ЕС, если ему удастся успешно заключить переговоры о реформах ЕС с другими странами Евросоюза.
Лейбористская партия, Шотландская национальная партия, Либеральные демократы, Plaid Cymru — Партия Уэльса, Зелёная партия Англии и Уэльса, Шотландская партия зелёных, партия Альянс и Шинн Фейн выступают за сохранение членства в ЕС. Как результат, общественное мнение по этому вопросу разделилось примерно поровну.
Они считают, что членство в ЕС чрезвычайно полезно для Великобритании, указывая на то, что Британии в результате легче продавать свои товары европейским странам и что мигранты из стран Евросоюза, как они говорят, — в основном молодые люди, желающие работать, и что всё это ускоряет рост британской экономики и приносит значительные доходы казне. Они также считают, что статус Великобритании как серьёзной державы на международной арене будет подорван и что безопасность Великобритании зависит от её членства в Европейском союзе. По мнению директора Европола британца Роба Уэйнрайта, выход Великобритании из ЕС будет означать, что полиция Великобритании лишится доступа к общеевропейским программам по борьбе с терроризмом и обмене разведданными. При этом органам безопасности станет сложнее вести борьбу с терроризмом и организованной преступностью.
Первый министр Шотландии Никола Старджен выступила против выхода из ЕС, заявив, что Шотландия ценит своё место в Европе, а также указав на то, что членство Великобритании в Евросоюзе необходимо для развития экономики и сохранения рабочих мест в Шотландии. Кроме того, она предложила сделать выход Великобритании из ЕС возможным только в том случае, если все народы Соединенного Королевства выразят на то согласие, что, по её мнению, позволит Шотландии избежать «участи оказаться за пределами Евросоюза против своей воли». Согласно результатам исследования социологической компании TNS, опубликованным в июне 2016 года, 51 % шотландцев заявили, что проголосуют за то, чтобы Британия осталась в составе ЕС, в то время как 21 % готовы поддержать выход из ЕС.
Сторонники шотландской независимости, в том числе лидеры Шотландской национальной партии, заявили, что если шотландские избиратели выскажутся за сохранение членства в ЕС, а в целом в Великобритании победит стремление выйти из ЕС, то это может стать основанием для второго референдума о независимости Шотландии. На возможность повторного референдума в Шотландии в случае выхода страны из ЕС указал и бывший премьер-министр Великобритании Энтони Блэр.
Премьер-министр Ирландии Энда Кенни предупредил, что выход Великобритании из Европейского союза может навредить мирному процессу в Северной Ирландии, отметив, что совместное вступление Ирландии и Великобритании в ЕС в 1973 году способствовало снижению напряжённости в Северной Ирландии.

### За выход из ЕС
Многие из тех, кто выступают за выход Великобритании из ЕС, заявляют, что Британии не подходит ни норвежский, ни швейцарский, ни турецкий варианты. Они хотят заключения договора о свободной торговле, в рамках которого на Великобританию не будут распространяться законы ЕС, страна выйдет из-под юрисдикции Европейского суда правосудия, на неё не будет распространяться право свободного передвижения людей в Европе, и она не будет платить никаких членских взносов.
Они считают, что членство в ЕС замедляет рост экономики Великобритании, так как Брюссель принимает слишком много директив и законов, а кроме того, Лондон должен платить значительную сумму в казну ЕС, получая слишком мало взамен. Они также хотят вернуть Британии полный контроль над своими границами и сократить поток мигрантов. Свобода передвижения внутри Европейского союза — один из его основополагающих принципов; это означает, что гражданам стран Евросоюза не нужны ни визы, ни прочие разрешения, чтобы поселиться в любой стране, входящей в союз.
Они также выступают против идеала создания «все более тесного союза» и любых планов, способных привести к порождению «Соединенных Штатов Европы».
Партия независимости Великобритании, за которую на майских всеобщих выборах проголосовали четыре миллиона человек (13 %), требует выхода Британии из Евросоюза. Аналогичную политическую позицию занимают Британский национальный фронт, Британская национальная партия и другие правые националистические организации.

### Позиция бизнеса
Практически все крупные компании выступают за то, чтобы Британия осталась в составе ЕС, так как в результате им легче продавать свои товары и перемещать капиталы и своих сотрудников по континенту.
Не все с этим согласны. Некоторые представители бизнеса считают, что будучи полностью независимой, Британия сможет легче заключать торговые договоры с другими странами. Многие небольшие и средние компании надеются, что выход из ЕС сократит бюрократические процедуры.
Торговая палата Великобритании заявляет, что 55 % её членов выступают за сохранение статуса-кво.

## Опросы общественного мнения
Многие социологические агентства поддерживают специальные страницы непрерывного мониторинга:
- Polls of polls от NatCen отображает кумулятивный результат всех опросов путем сложения доступных опросов за период
- Страница мониторинга ICM

Ниже приведены последние опросы. Самая актуальная информация по опросам всех социологических агентств доступна в архиве NatCen
| Дата опроса     | Остаться | Покинуть | Не определились                        | Количество опрошенных | Кто проводил | Комментарий |
| --------------- | -------- | -------- | -------------------------------------- | --------------------- | ------------ | ----------- |
| 3 мая           | 41 %     | 42 %     | 13 % не знают, 4 % не будут голосовать |                       | NatCen       |             |
| 29 апр. — 3 мая | 44 %     | 45 %     | 11 %                                   | 2029                  | ICM          |             |
| 27—29 апр.      | 43 %     | 46 %     | 11 %                                   | 2029                  | ICM          |             |
| 26—29 апр.      | 42 %     | 41 %     | 14 %                                   | 2005                  | Opinium      |             |

«По некоторым опросам, противники членства Британии в ЕС составляют 41 %, а сторонники — 38 %. А это уже в рамках статистической погрешности», — руководитель Центра британских исследований Института Европы РАН Елена Ананьева. Она подчеркивает, что данные разных опросов, проводимых исследовательскими компаниями (Ipsos MORI, TNS и другими) на эту тему, расходятся. Также, остается два неизвестных фактора: явка и как проголосуют те, кто определится со своей позицией в последний момент.

Результаты опросов общественного мнения

## Влияние референдума на финансовые рынки
В ночь на пятницу, после роста фунта до отметки 1,50 $, фунт начал падать, и уже в 0:00 по Лондону началось падение. В первые же минуты фунт резко упал на 4,8 %, а к 5:30 упал до 30-летнего минимума (1985 года) 1,323 $, таким образом, суммарно падение составило свыше 11 % против доллара США и швейцарского франка, свыше 8 % против евро, 16,7 % против японской иены. Это падение фунта стало самым крупным за всю его историю. Далее началась коррекция и к концу дня фунт стоил уже 1,365 $. Падение фунта спровоцировало падение других рыночных инструментов, валют, сырья, индексов, акций и сильный рост швейцарского франка, японской иены и золота. На фоне новостей о росте числа сторонников Brexit — компании из FTSE 100 потеряли в цене примерно 100 млрд £, а сам индекс упал на 8 %.
Глава Банка Англии Марк Карни сразу выступил перед журналистами:

Требования к капиталу крупнейших банков сейчас в 10 раз больше, чем до финансового кризиса. Банк Англии провёл стресс-тесты банков в отношении сценариев гораздо более серьёзными, чем сталкивается наша страна сейчас. В результате этих действий банки Великобритании повысили капиталы на 130 млрд £ и теперь имеют более чем 600 млрд £ высококачественных ликвидных активов. Значительные капиталы и огромная ликвидность дают банкам гибкость, они должны продолжать кредитовать предприятия и населения Великобритании даже в трудные времена. Кроме того, в качестве поддержки для функционирования рынков, Банк Англии готов предоставить более чем 250 млрд £ дополнительных средств посредством своих обычных рыночных операций. Банк Англии также способен оказать существенную ликвидность в иностранной валюте, если требуется. Мы ожидаем, что институты будут опираться на это финансирование когда это будет необходимо. Для Великобритании пройдет какое-то время, чтобы установить новые отношения с Европой и остальным миром. Таким образом, некоторую рыночную и экономическую нестабильность можно ожидать пока процесс ни развернётся, но мы хорошо к этому подготовились. Казначейство и Банк Англии были вовлечены в обширные планы и канцлер, и я оставались в тесном контакте в том числе ночью и сегодня утром. Банк Англии не колеблясь, примет дополнительные меры по мере необходимости, как урегулировать рынки.

Тем не менее, цены на акции пяти крупнейших британских банков упали в среднем на 21 % на утро после референдума. По итогам торгов в пятницу HSBC и Standard Chartered полностью восстановились, в то время как Lloyds, RBS Group и Barclays продолжали падать более чем на 10 %.
Произошедшее событие с фунтом и рынком в целом экономисты называют Чёрным лебедем — труднопрогнозируемые и редкие события, которые имеют значительные последствия для рынка.

## Результаты
Большая часть (51,89 %) британцев, принявших участие в референдуме (или 37 % от общего электората и 26 % от общего числа населения Великобритании) проголосовала за выход из ЕС. Наибольший процент голосов за выход из состава ЕС показал район Бостон (75,6 %), наибольший процент за то, чтобы остаться — Гибралтар (95,9 %). Во всех избирательных округах Шотландии победу одержали сторонники членства в ЕС.

### Результаты по странам Великобритании
| Страна            | Явка в % | Остаться в ЕС        | Выйти из ЕС          |
| ----------------- | -------- | -------------------- | -------------------- |
| Англия            | 73,0 %   | 13 266 996 (46,6 %)  | 15 188 406 (53,4 %)  |
| Шотландия         | 67,2 %   | 1 661 191 (62,0 %)   | 1 018 322 (38,0 %)   |
| Уэльс             | 71,7 %   | 772 347 (47,5 %)     | 854 372 (52,5 %)     |
| Северная Ирландия | 62,7 %   | 440 707 (55,8 %)     | 349 442 (44,2 %)     |
| Гибралтар         | 83,5 %   | 19 322 (95,9 %)      | 823 (4,1 %)          |
| Всего             | 72,21 %  | 16 141 241 (48,11 %) | 17 410 742 (51,89 %) |

## Законность и обжалование результатов референдума
В марте 2018 года, после публикации в британских СМИ компрометирующего интервью одного из разоблачителей, разразился скандал, связывающий деятельность ИТ компании Cambridge Analytica с официальными промоутерами референдума 2016 года, а уже в июле 2018 года Избирательная комиссия Великобритании оштрафовала кампанию Vote Leave на 61 тысячу фунтов стерлингов за нарушение законов о справедливости и прозрачности выборов и референдумов. Параллельно с этим, в феврале 2018 года окружной суд Амстердама, рассматривавший иск граждан Великобритании, проживающих в ЕС, о сохранении их гражданских прав после выхода страны из ЕС, передал дело на дальнейшее рассмотрение в Европейский суд. Однако уже в июне 2018 года решение окружного суда Амстердама было обжаловано правительством Нидерландов и городским судом Амстердама, отменившим раннее постановление суда низшей инстанции. Одновременно с этим во второй половине 2018 года в Великобритании постепенно набирало популярность так называемое движение за «Народное голосование» (People’s vote), поддерживаемое, в том числе, одной из организаций Джорджа Сороса (Best for Britain) и требующее проведения повторного референдума по результатам переговоров о выходе страны из ЕС.